# Crocidura zimmeri
Crocidura zimmeri is een zoogdier uit de familie van de spitsmuizen (Soricidae). De wetenschappelijke naam van de soort werd voor het eerst geldig gepubliceerd door Osgood in 1936.